# Innenministerium (Italien)

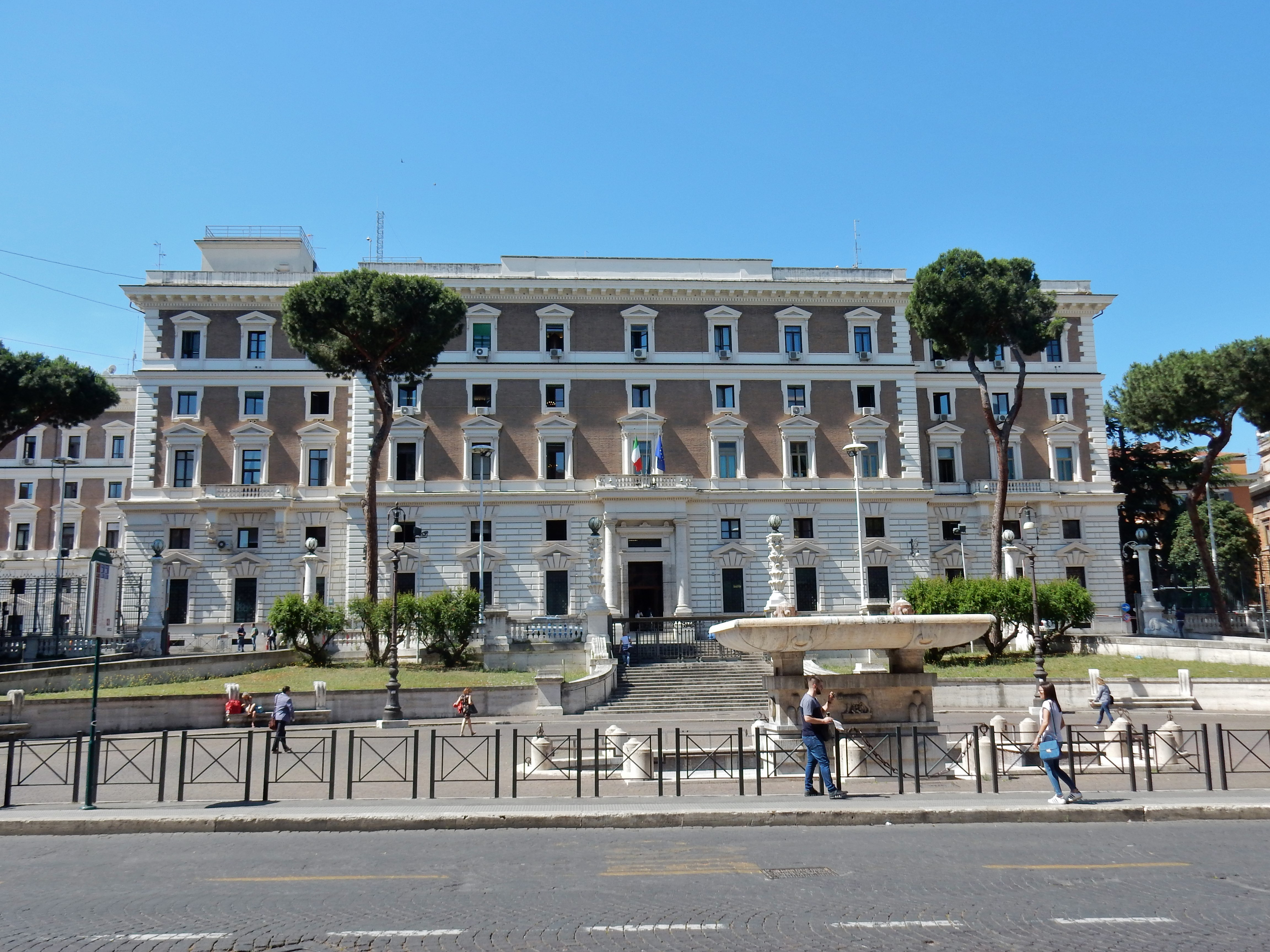
Innenministerium auf dem Viminal in Rom

Das italienische Ministerium für Inneres (italienisch Ministero dell’interno) ist eines der Ministerien der italienischen Regierung. Nach seinem Sitz im Palazzo del Viminale auf dem Viminal in Rom wird es inoffiziell kurz Viminale genannt. Amtierender Innenminister ist Matteo Piantedosi.

## Aufgaben
Das Innenministerium ist zuständig für die öffentliche Sicherheit, Einwanderung und Asyl, Staatsbürgerschaft, Religionsangelegenheiten, Wahlen, das Feuerwehrwesen und die Zivilverteidigung sowie für die Beziehungen zu den selbstverwalteten Gebietskörperschaften (Regionen, Provinzen und Gemeinden) und die Aufsicht über die dort angesiedelten Außenstellen nationaler Behörden.

## Organisation

### Zentrale Organisation
Die politische Führung besteht aus dem Minister und mehreren Staatssekretären. Letztere sind in Italien keine Beamte, sondern Politiker. Im Gegensatz zu einigen anderen Ministerien sind die Abteilungen zu Hauptabteilungen (Dipartimenti) zusammengefasst. Ministerien ohne Hauptabteilungen haben einen Generalsekretär als Amtschef; diesen gibt es hier nicht. Die entsprechenden Aufgaben werden von den Leitern der Hauptabteilungen übernommen.
- Hauptabteilung für innere und territoriale Angelegenheiten (Dipartimento per gli Affari Interni e Territoriali) (4 Abteilungen)
- Hauptabteilung für bürgerliche Freiheiten und Einwanderung (Dipartimento delle libertà civili e dell’immigrazione) (6 Abteilungen)
- Hauptabteilung für öffentliche Sicherheit (Dipartimento della Pubblica Sicurezza) (12 Abteilungen)
- Hauptabteilung für die Feuerwehr, Rettungsdienste und Zivilverteidigung (Dipartimento dei Vigili del Fuoco, del Soccorso Pubblico e della Difesa Civile) (9 Abteilungen)
- Hauptabteilung für humane und materielle Ressourcen (Dipartimento per le Politiche del Personale dell’Amministrazione Civile e per le Risorse Strumentali e Finanziarie) (2 Abteilungen)

Der Hauptabteilung für öffentliche Sicherheit untersteht die italienische Staatspolizei (Polizia di Stato). Daneben koordiniert sie die Arbeit aller nationalen Polizeien des Landes, also auch der Carabinieri und der Guardia di Finanza. Die Direzione Investigativa Antimafia, eine aus Angehörigen der nationalen Polizeien bestehende Polizeiorganisation zur Bekämpfung der Mafia und vergleichbaren kriminellen Vereinigungen, untersteht der Hauptabteilung ebenso. Der Leiter der Hauptabteilung ist Chef der Staatspolizei und als „Generaldirektor für die öffentliche Sicherheit“ nationaler Polizeikoordinator.
Nach Auflösung des SISDE verfügt das Innenministerium seit 2007 über keinen eigenen Inlandsnachrichtendienst mehr. Die Nachfolgeorganisation untersteht dem italienischen Ministerpräsidenten. Die höhere Verwaltungsschule des Innenministeriums (Scuola Superiore dell’Amministrazione dell’Interno) wurde 2014 in der bisherigen Form aufgelöst und als Fachbereich von der Scuola Nazionale dell’Amministrazione übernommen. Zum Geschäftsbereich des Ministeriums gehört auch die Behörde ANBSC, die von der Justiz beschlagnahmte und eingezogene Güter verwaltet und verwertet.

### Periphere Organisation

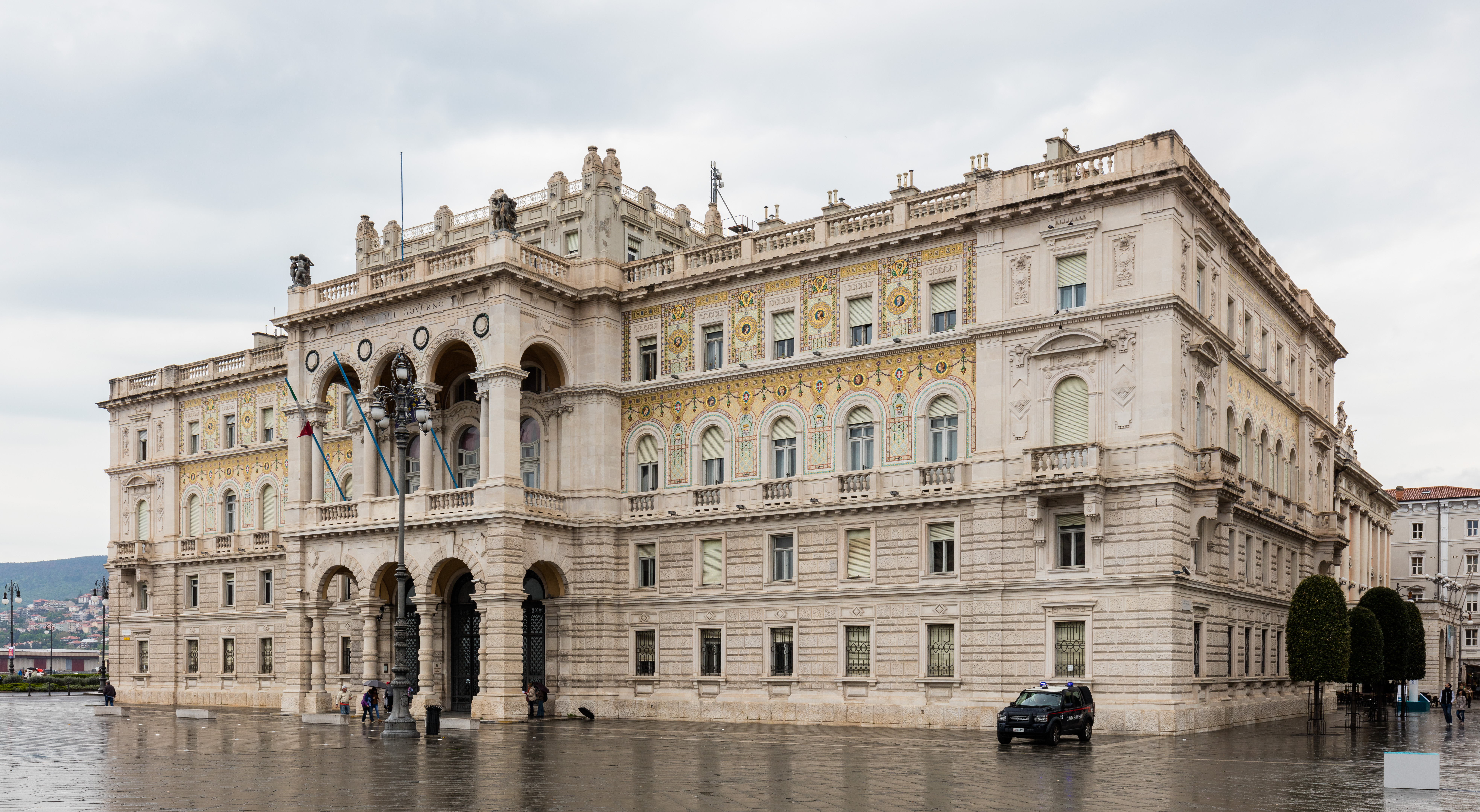
Präfektur in Triest

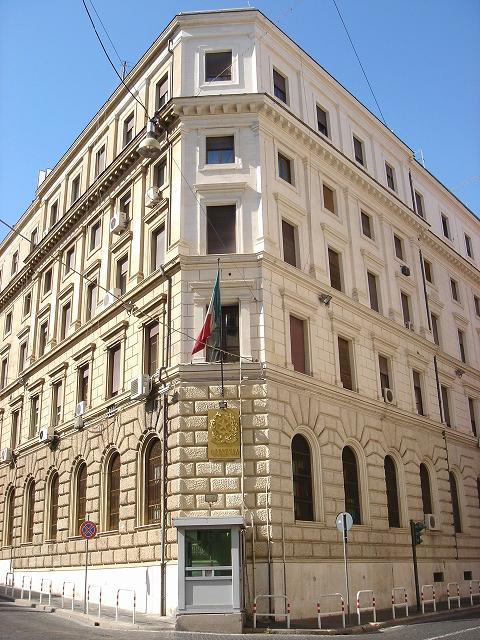
Polizeipräsidium Rom

Mit Ausnahme einiger weniger Sonderfälle (autonome Regionen und Provinzen) gibt es in jeder italienischen Provinz eine Vertretung der Zentralregierung, die Präfektur oder „Territoriales Amt der Regierung“ genannt wird. An ihrer Spitze steht ein Präfekt. Er pflegt die Beziehungen des Staates zu den Selbstverwaltungsorganen der Provinzen, Städte und Gemeinden und beaufsichtigt die Verwaltungsarbeit, die die Kommunen im Auftrag des Staates leisten (beispielsweise Standes- und Meldeämter). Ist eine Provinzhauptstadt auch Hauptstadt einer Region, hält der örtliche Präfekt auch Verbindung zur Regionalregierung. Daneben beaufsichtigt er die Ämter und Niederlassungen staatlicher Ministerien in Regionen und Provinzen. Der Präfekt ist unter anderem auch verantwortlich für die allgemeine Ordnung und Sicherheit in der Provinz. Diese Aufgaben werden im Namen der Regierung wahrgenommen, die Präfekturen und ihre Mitarbeiter unterstehen jedoch der Hauptabteilung für innere und territoriale Angelegenheiten des Innenministeriums.
Der Hauptabteilung für öffentliche Sicherheit unterstehen als Polizeibehörden auf Provinzebene die Polizeipräsidien (Questura). Der jeweilige Polizeipräsident (Questore) ist nicht nur Chef der Staatspolizei in der Provinz, sondern auch Polizeikoordinator vor Ort. Die Polizeipräsidien und in manchen Fällen auch die nachgeordneten Polizeikommissariate haben polizeiliche Meldeämter, Ausländerämter und dergleichen. Besondere Organisationszweige der Polizia di Stato haben eine abweichende, oft regionale Struktur und unterstehen der Hauptabteilung in der Regel unmittelbar.
Das Innenministerium ist auch für die Feuerwehr in Italien zuständig. Der entsprechenden Hauptabteilung unterstehen Feuerwehrkommandos auf der Ebene der Regionen und Provinzen. Die „Hauptabteilung für Zivilschutz“ (Katastrophenschutz) (Dipartimento della Protezione Civile) wurde schon vor Jahren an das Amt des Ministerpräsidenten abgegeben, da es sich hierbei mittlerweile um eine behördenübergreifende Organisation handelt, die nach dem Prinzip der Subsidiarität funktioniert.

## Geschichte

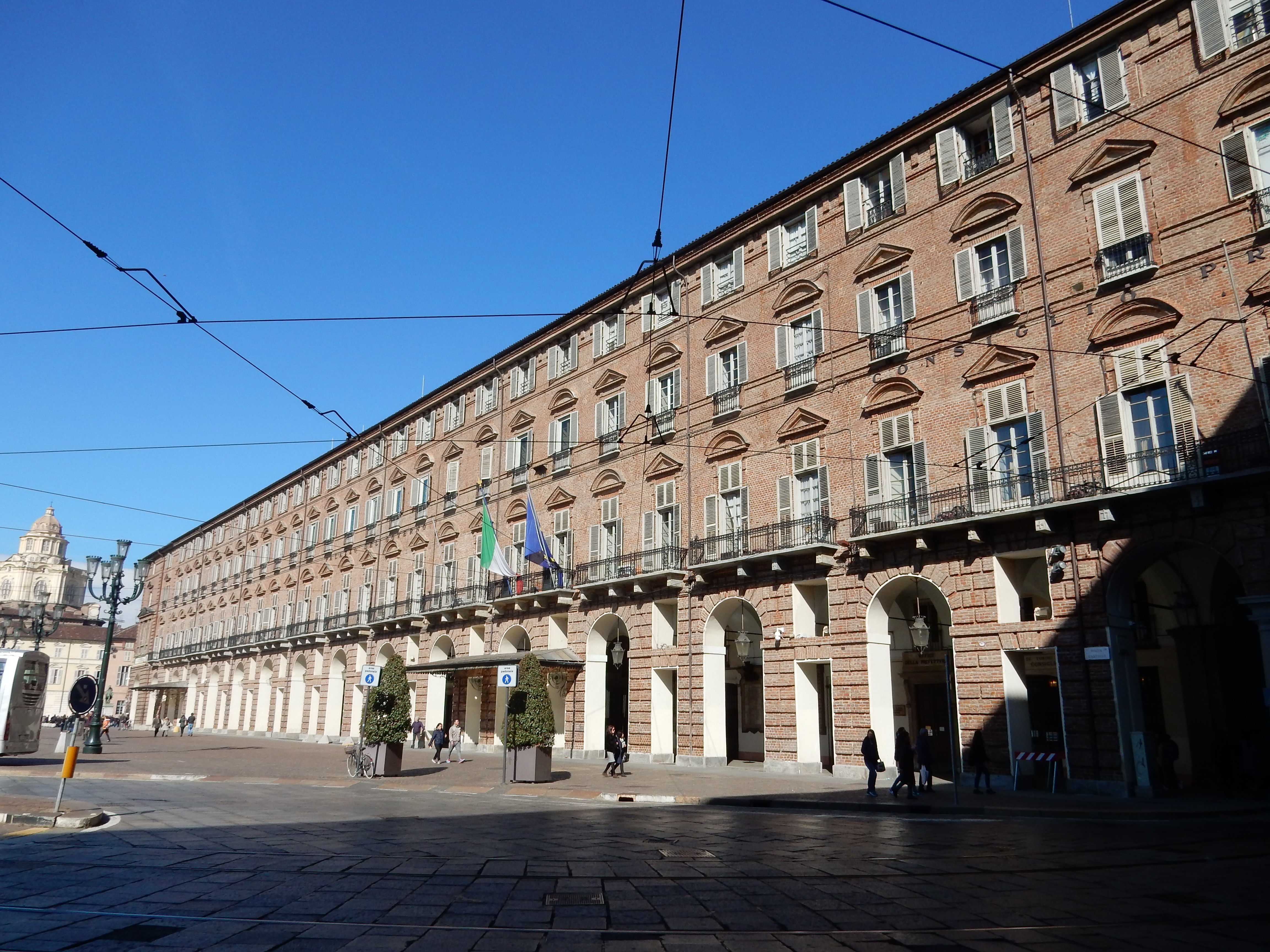
Palazzo delle Segreterie in Turin; erster Sitz des Innenministeriums bis 1865

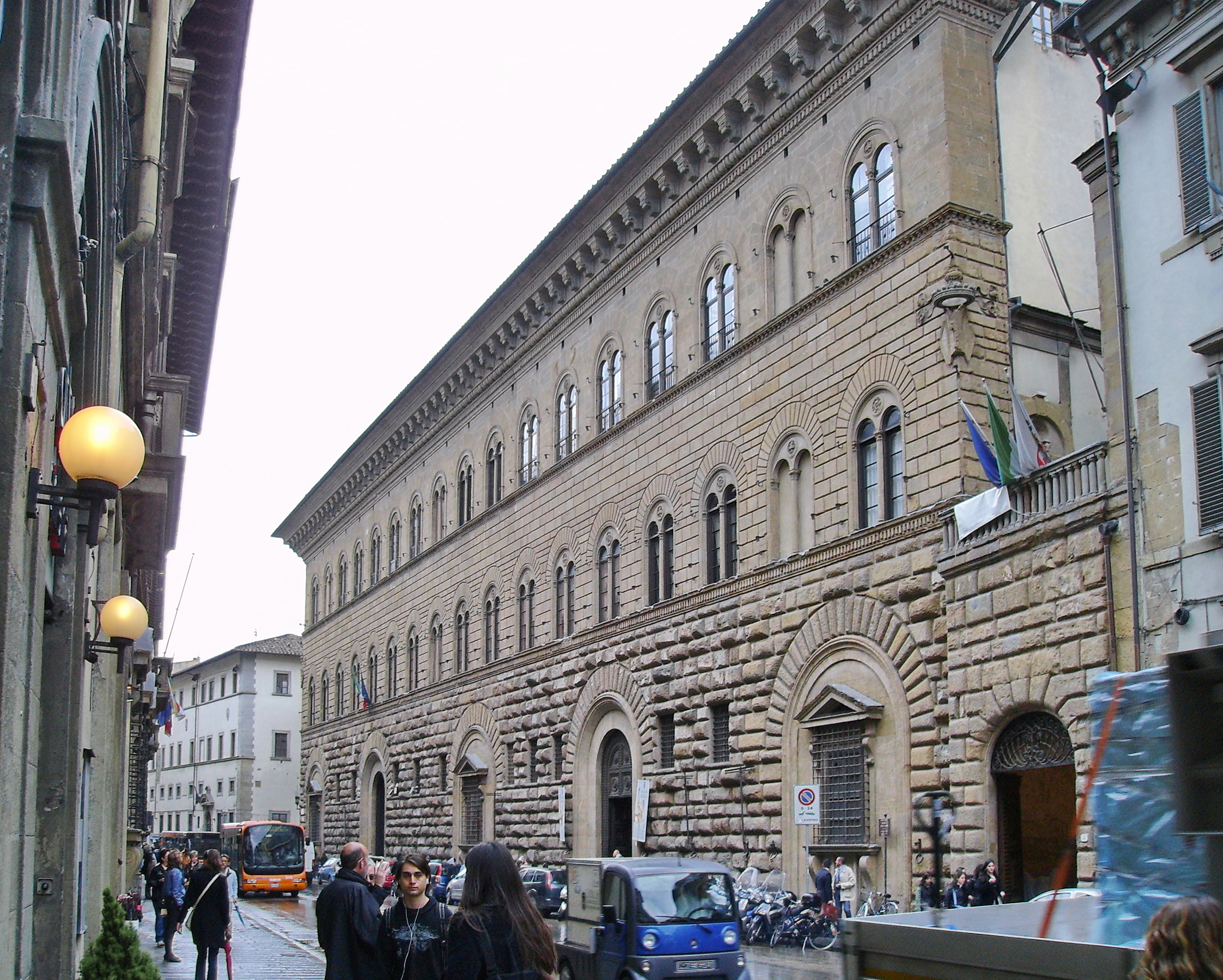
Palazzo Medici Riccardi in Florenz; Sitz des Innenministeriums von 1865 bis 1871

Die Geschichte des Ministeriums geht zurück auf das Staatssekretariat der Herzöge von Savoyen. Am 17. Februar 1717 teilte es Viktor Amadeus II. in zwei Sekretariate auf: eines für auswärtige Angelegenheiten und eines für innere Angelegenheiten. Hinzu kam ein älteres Sekretariat für Krieg. Im Zuge der Revolution von 1848 und der oktroyierten Verfassung Karl Alberts (Statuto Albertino) wurde das Staatssekretariat für innere Angelegenheiten in Ministerium für innere Angelegenheiten umbenannt. Auch die übrigen sechs damals bestehenden Sekretariate erhielten die neue Bezeichnung Ministerium. Deren Leiter, ehemals Staatssekretäre genannt, hießen nun Minister, während ihre Stellvertreter, die Unterstaatssekretäre, ihre Bezeichnung beibehielten. Aus diesem Grund gibt es in Italien heute Minister und „Unterstaatssekretäre“, aber keine Staatssekretäre, was in diesem Fall ein Synonym für Minister ist.
Das Haus Savoyen stand ab 1848 mit seinem Königreich Sardinien-Piemont an der Spitze der italienischen Einigungsbewegung. In dieses Königreich wurden 1861 die alten italienischen Staaten eingegliedert und dieses dann in Königreich Italien umbenannt. Aus diesem Grund blieb die Verfassung von 1848 als erste italienische Verfassung bis 1946 in Kraft. Auch die piemontesischen Ministerien und alle anderen Institutionen und Behörden wurden italienisch.
Der Verfassung von 1848 zufolge lag die Exekutive beim König und bei den Ministern, die zusammen die Regierung bildeten. Einen Ministerpräsidenten sah die Verfassung nicht vor, auch keine vom Vertrauen des Parlaments abhängige Regierung. Dennoch ließen die Savoyer als konstitutionelle Monarchen beides im so genannten „Liberalen Italien“ bis 1925 zu.
Mangels Verfassungsrang und eigenem administrativem Unterbau und wegen der Abhängigkeit von König und Parlament hatte der Ministerpräsident seinerzeit eine sehr schwache Stellung. Aus diesem Grund hatte er bis zur faschistischen Diktatur seine Dienststelle meist im mächtigen Innenministerium. Oft wurden die Ämter von Ministerpräsident und Innenminister sogar in Personalunion geführt. Die Bedeutung des Innenministeriums beruhte auf dem nach napoleonischem Vorbild geschaffenen zentralistischen Staatsaufbau. Das Land wurde in Provinzen aufgeteilt, in denen die Präfekten des Innenministeriums die römischen Gesetze und Anordnungen durchsetzten. Die von den Präfekten überwachten Selbstverwaltungsorgane der Provinzen und Gemeinden wurden dann vom Faschismus bis 1928 de facto beseitigt.
Nach Ausrufung der Republik (1946) und dem Inkrafttreten der neuen Verfassung (1948) setzte in Italien ein Dezentralisierungsprozess ein, der bis heute andauert und mittlerweile die Grenze zum Föderalismus erreicht. Nicht nur Kommunen und Provinzen erhielten ihre Selbstverwaltungsorgane wieder, es wurden auch Regionen mit eigener Verfassung, eigenem Parlament und eigener Regierung eingerichtet. An diese Ebenen verlor die Regierung in Rom und damit vor allem auch das Innenministerium nach und nach viele Kompetenzen. Als Vorteil betrachtet werden weiterhin eine nationale Polizeiorganisation und eine staatliche Feuerwehr, die beide beim Viminale verblieben sind. Nicht unumstritten sind hingegen die Präfekten in den Provinzen, die als zentralistisches Überbleibsel gelten. Zwischen Rom und den Gebietskörperschaften spielen sie heute eher eine vermittelnde und unterstützende Rolle.
Das italienische Innenministerium hatte seinen Sitz bis 1865 in Turin. Im Zuge der Verlegung der Hauptstadt kam es anschließend nach Florenz und 1871 nach Rom. Erstes Dienstgebäude in Rom war bis 1925 der Palazzo Braschi (sprich: „Braski“) an der Piazza Navona. Hier hatte in der Regel auch der Ministerpräsident seinen Dienstsitz. 1925 zog es dann in den neu erbauten Palazzo del Viminale um, den der damalige Ministerpräsident Giovanni Giolitti im Jahr 1911 (inklusive Kabinettssaal) in Auftrag gegeben hatte. Benito Mussolini pflegte von 1922 bis 1943 als „Chef der Regierung“ in anderen Palazzi zu residieren. Von 1944 bis 1961 hatten die Ministerpräsidenten ihren Sitz wiederum beim Innenministerium auf den Viminal, dann erhielten sie im Palazzo Chigi neben dem Parlament einen eigenen angemessenen Dienstsitz.